# 红海湾
红海湾，又称岩岛，它的西面由礁岩构成。是中国广东省南部的一个海湾，位于汕尾市以南，沿岸有汕尾红海湾经济开发试验区。因风景美貌，又被称为“粤东麒麟角”。